# Omahaklasse
De Omahaklasse was een klasse van lichte kruisers voor de Amerikaanse marine. De tien schepen werden na de Eerste Wereldoorlog in de jaren 1923-1925 dienst gesteld. Het was de laatste klasse met kanonnen in kazematopstelling. De schepen waren nog in gebruik tijdens de Tweede Wereldoorlog, maar ze waren verouderd en werden vooral ingezet op  secundaire fronten. Twee schepen werden tijdens de oorlog beschadigd, maar geen enkel schip is door vijandelijke acties gezonken. Direct na de oorlog werden ze uit dienst gesteld en gesloopt.
Tijdens vlootoefeningen in januari 1915 miste de marine kruisers die voor verkenningsdoeleinden gebruikt konden worden. De Omahaklasse schepen kregen als taak de vijandelijke posities op te zoeken en deze te seinen naar de hoofdmacht. De informatie werd zo verkregen zonder de positie van de eigen vloot prijs te geven. Verder werden de schepen ingezet als flottieljeleider en trokken samen op met de torpedobootjagers. De kruisers kregen daarom ook vier schoorstenen, net als de jagers van de Wickes- en Clemsonklasse en de camouflage werd ook hierop aangepast. Omdat ze met snelle jagers moesten optrekken kregen de kruisers ook een hoge vaarsnelheid van 35 knopen. De schepen kregen een standaard waterverplaatsing van iets meer dan 7000 ton.
De schepen kregen een totaal vermogen van 90.000 pk. Om de hoge snelheid te bereiken werden concessies gedaan om het gewicht te beperken. Er was relatief weinig comfort voor de bemanning. De hoofdbewapening bestond uit twaalf 6-inch (152mm) kanonnen. Vier van deze waren opgesteld in twee volledig twee draaibare geschuttorens op het voor- en achterdek. Op overige acht, vier aan elke zijde, waren in kazematopstelling. Verder waren er vier 3-inch kanonnen en 6 21-inch torpedobuizen. De schepen kregen tot slot twee watervliegtuigen.
Voor verkenningsdoeleinden zijn de schepen nauwelijks gebruikt. Door het Verdrag van Washington (1922) werd deze rol overgenomen door zware kruisers. Ze kregen nu een rol om de hoofdmacht te verdedigen waarbij de hoge snelheid en aanzienlijk vuurkracht in het voordeel werkte. Omstreeks 1939 werden de twee achterste kanonnen in de kazematten verwijderd en tijdens de oorlog werd de bewapening tegen vijandelijke vliegtuigen uitgebreid.
Twee schepen van deze klasse, USS Detroit en USS Raleigh, lagen in Pearl Harbor tijdens de Japanse aanval in december 1941. De USS Raleigh kreeg een torpedo, maar het schip zonk niet. De USS Detroit was een van twee schepen die de haven tijdens de aanval wist te verlaten. De schepen werden tijdens de oorlog ingezet op minder belangrijke fronten. Ze voeren patrouilles aan de west- en oostkust van Zuid-Amerika, escorteerden schepen over de Stille Oceaan en participeerden in kustbeschietingen bij de Aleoeten en ook tijdens Operatie Dragoon, de geallieerde amfibische landing op de Franse Middellandse Zeekust in augustus 1944. Geen van de schepen ging verloren. Naast de USS Raleigh kreeg alleen de USS Marblehead enkele treffers tijdens de Slag bij Straat Makassar.
Zeven maanden na de overgave van Japan werden negen schepen uit dienst gesteld. De USS Milwaukee volgde in 1949 toen het terugkwam van de Sovjet-Unie. Het schip was in de oorlog geleend aan de Russische marine.
De tien schepen van deze klasse waren:
- USS Omaha (CL-4)
- USS Milwaukee (CL-5)
- USS Cincinnati (CL-6)
- USS Raleigh (CL-7)
- USS Detroit (CL-8)
- USS Richmond (CL-9)
- USS Concord (CL-10)
- USS Trenton (CL-11)
- USS Marblehead (CL-12)
- USS Memphis (CL-13)

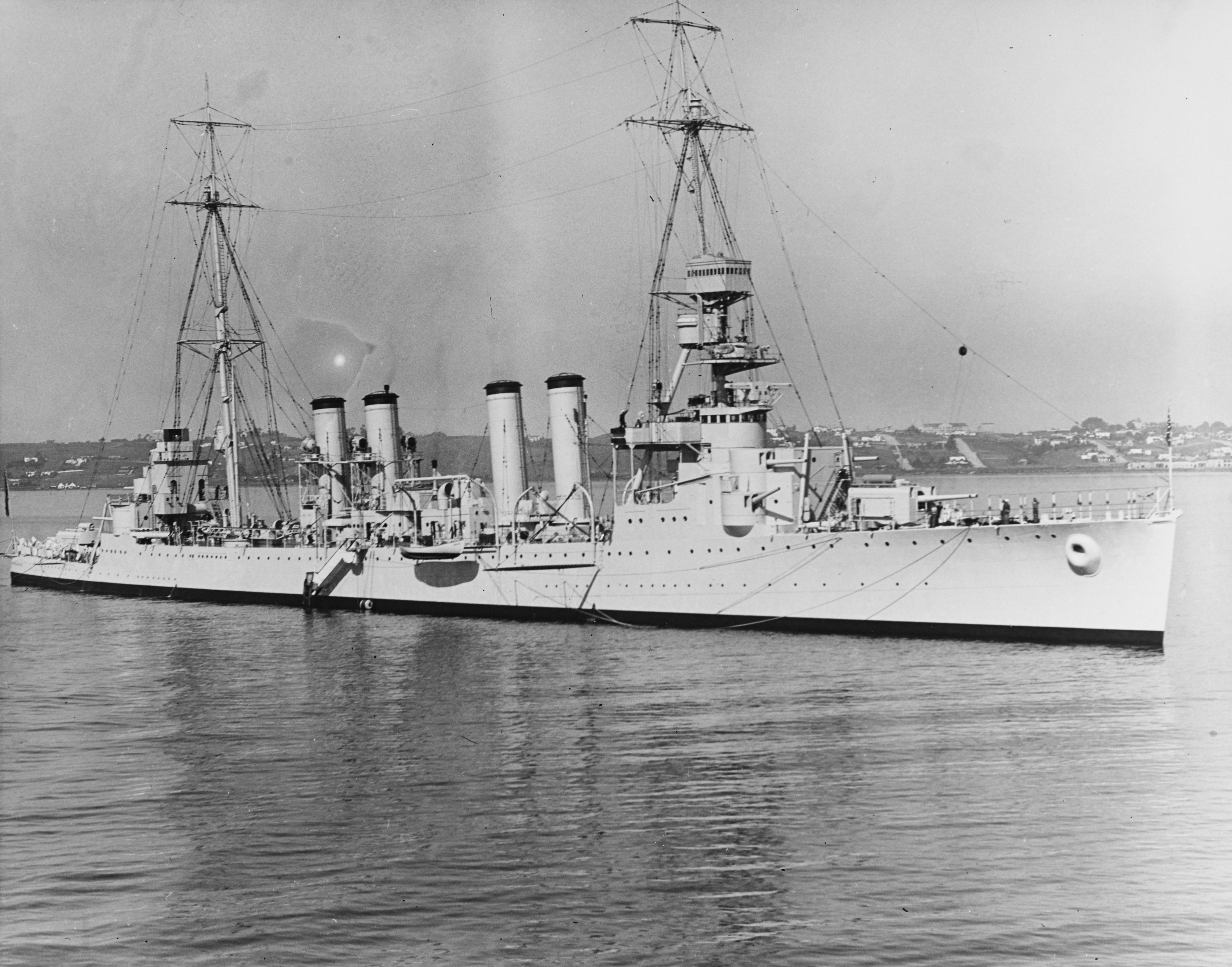
USS Marblehead omstreeks 1930
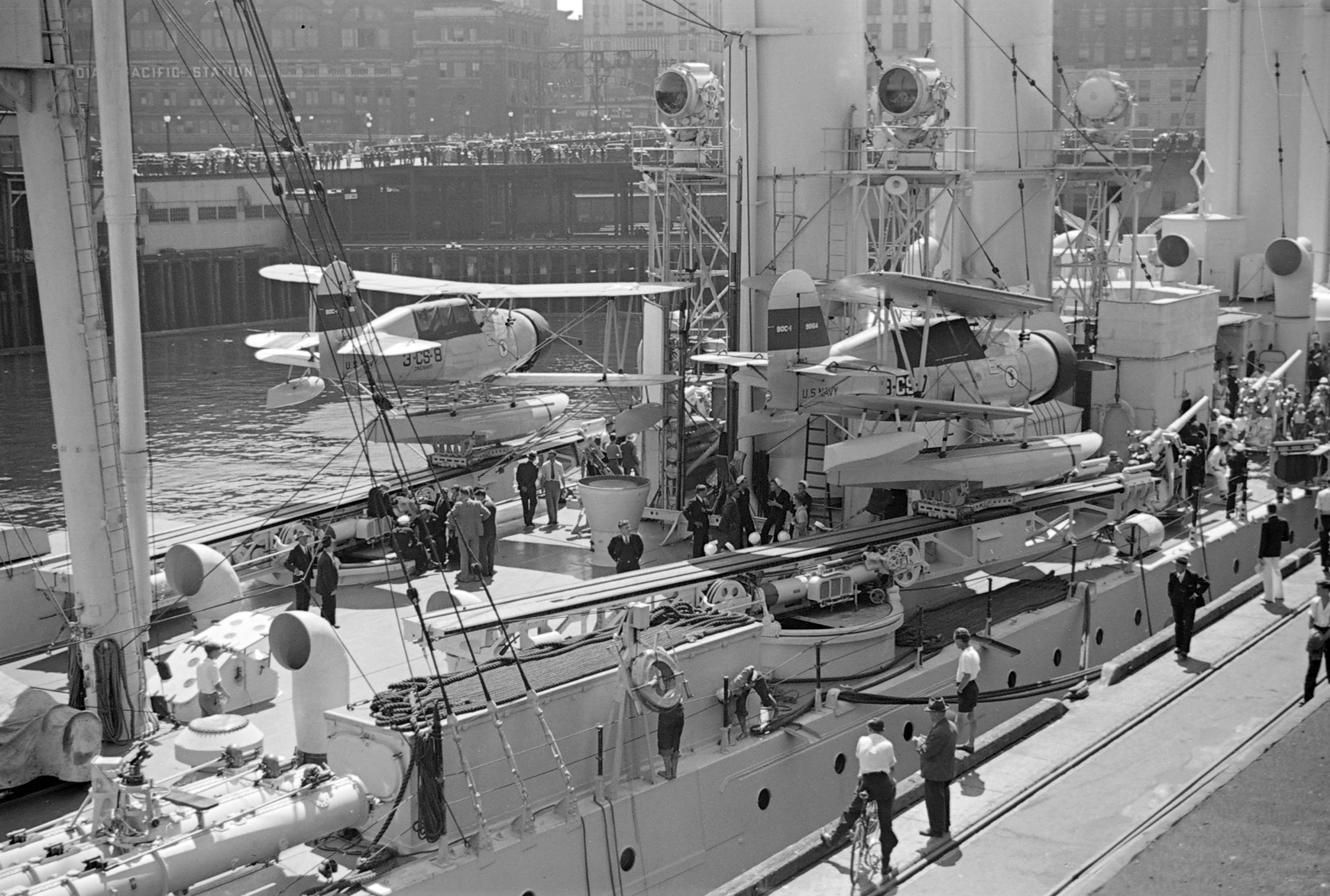
USS Cincinnati met watervliegtuigen op katapulten (1937)
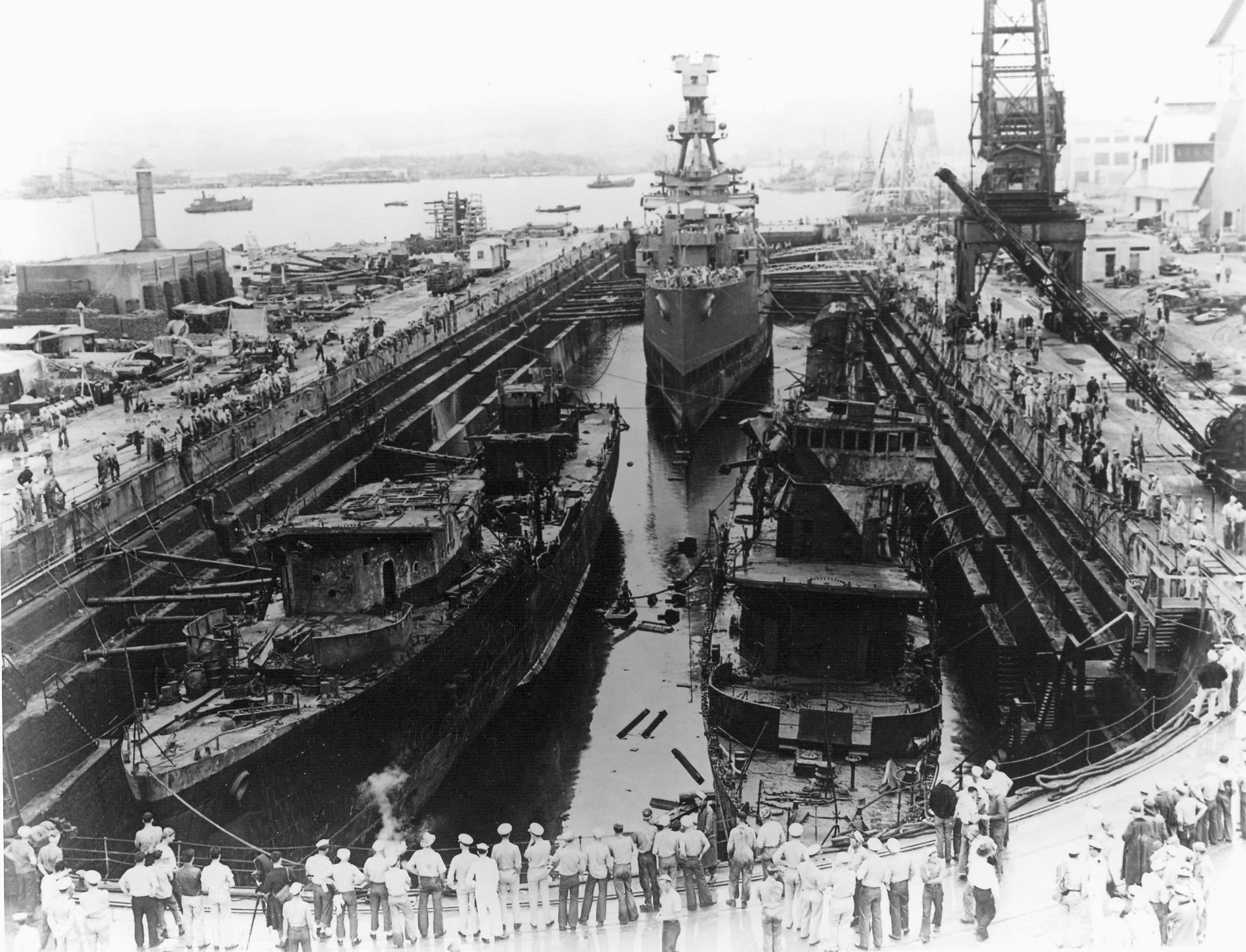
USS Raleigh na de torpedo aanval in het dok
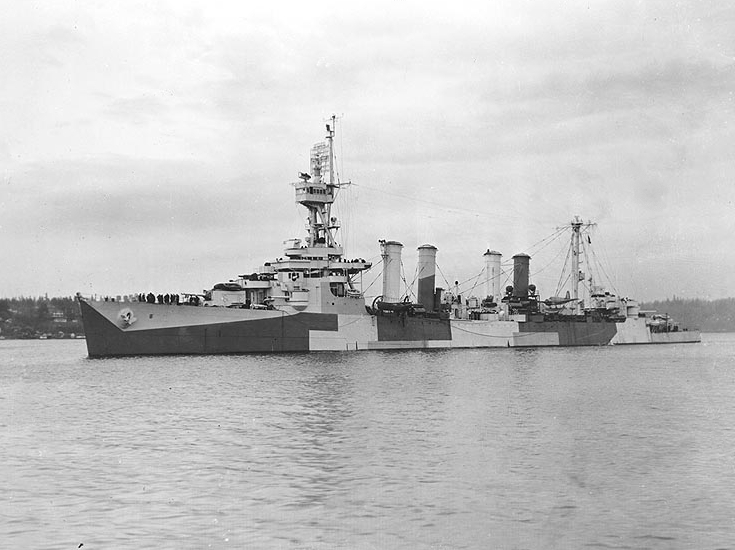
USS Detroit in 1944